# Empfindlichkeit (Technik)
Die Empfindlichkeit (engl. sensitivity) ist in der Messtechnik definiert als die „Änderung des Wertes der Ausgangsgröße eines Messgerätes bezogen auf die sie verursachende Änderung des Wertes der Eingangsgröße“.
Als Ausgangsgrößen sind außer der Anzeige auch physikalische Größen wie z. B. die elektrische Spannung möglich. Der Begriff „Messgerät“ ist nicht auf anzeigende Geräte beschränkt (siehe auch Messeinrichtung).

## Abgrenzung
Die aus dem Englischen naheliegende Übersetzung Sensitivität wird im Deutschen in anderen Fachgebieten und in anderer Bedeutung (z. B. in der medizinischen Diagnostik) verwendet. Allerdings zählt der Terminus Sensitivität nicht zu den grundlegenden und allgemeinen Begrifflichkeiten der deutschsprachigen Ausgabe des Internationalen Wörterbuchs der Metrologie, weshalb der Begriff in technischen Zusammenhängen ausdrücklich nicht synonym mit der Empfindlichkeit zu verwenden ist.
Von der Empfindlichkeit zu unterscheiden ist die Ansprechschwelle (engl. discrimination (threshold)). Diese ist in DIN 1319 definiert als „kleinste Änderung des Wertes der Eingangsgröße, die zu einer erkennbaren Änderung des Wertes der Ausgangsgröße eines Messgerätes führt“. Die Ansprechschwelle ist bedingt durch unterschiedliche Einflüsse oder Eigenschaften wie Reibung, Rauschen oder Quantisierung.
Je schwächer ein Eingangssignal ist, für das das Messgerät noch ein weiter verwertbares Ausgangssignal liefern soll, desto höher muss die Empfindlichkeit sein. Dabei stößt man auf Grenzen:
1. Der Messbereich wird immer weiter eingeschränkt (Gefahr der Übersteuerung)
2. Zugleich stößt man an die Ansprechschwelle, unterhalb derer das Gerät nicht reagiert

## Darstellung durch Kennlinie
Für eine Kennlinie, in der die Ausgangsgröße als Funktion der Eingangsgröße dargestellt wird, stellt sich bei hinreichend kleinen Änderungen die Empfindlichkeit als Anstieg der Kennlinie (der Tangente an die Kennlinie) dar. Besonders anstrebenswert ist eine Kennlinie in Form einer Geraden durch den Koordinatenursprung. In diesem Fall können die Wörter „Änderung des“ weggelassen werden, und es ergibt sich vereinfachend „Ausgangsgröße pro Eingangsgröße“. Solche Kennlinien gibt es z. B. mit „Spannung über Stromstärke“ bei einem ohmschen Widerstand oder „Zeigerausschlag über Stromstärke“ beim Drehspulmesswerk.

## Anwendungsgebiete

### Akustik
Übertragen auf die Akustik und die Tontechnik ist die Empfindlichkeit eines Mikrofons die Ausgangsspannung im Verhältnis zum einfallenden Schalldruck. Das Wort „Empfindlichkeit“ wird in den Mikrofondaten der Firmen nicht genannt; dafür findet man die technische Bezeichnung Feldbetriebsübertragungsfaktor in mV/Pa. In der Praxis wird für „Feldbetriebsübertragungsfaktor“ häufig der Begriff „Empfindlichkeit“ (Sensitivity) verwendet.
Akustik und Optik kennen auch den Begriff der spektralen Empfindlichkeit in Abhängigkeit von der Wellenlänge bzw. Frequenz des Lichts oder der Schallwellen.

### Messtechnik
Am Beispiel der elektrischen Temperatur-Messung: Ein eingesetztes Thermoelement liefert eine elektrische Spannung als Maß für eine Temperaturdifferenz gemäß einer leicht gekrümmten Kennlinie. Wenn bei entsprechender Vergleichsstelle {\displaystyle U=0\;\mu \mathrm {V} } bei {\displaystyle t=20\;^{\circ }\mathrm {C} } ist, wäre eine Angabe von {\displaystyle U/t} sinnlos. Repräsentative Aussagen zur Empfindlichkeit erhält man mit {\displaystyle \Delta U/\Delta t}, die man in μV/K angibt. So kann man eine „mittlere Empfindlichkeit“ über die Spanne {\displaystyle \Delta t} von 0 bis 100 °C bestimmen. Bei genauerer Betrachtung ist wegen der Krümmung der Kennlinie anzugeben, zu welcher Temperatur die Empfindlichkeit gehört. So wäre z. B. die Empfindlichkeit bei 100 °C mit guter Näherung aus der Spanne von 95 bis 105 °C zu bilden.
Am Beispiel der mechanischen Wägung: Eine Federwaage hat in der Regel eine Skale, an der die angehängte Masse unmittelbar in einem proportionalen Zusammenhang abgelesen werden kann; der Messbereich reicht von null bis zur maximal messbaren Masse. Die Empfindlichkeit gibt das Verhältnis der Skalenlänge zur Masse am Messbereichsende an. Bei Balkenwaage und Tafelwaage, die mit Kompensation arbeiten, werden auf der Gegenseite Gewichtsstücke so lange aufgelegt, bis ein Gleichgewichtszustand erreicht wird. Sofern die Anzeige nicht auf eine Marke für den Nullpunkt geschrumpft ist, lässt sich allenfalls eine Empfindlichkeit als Änderung der Anzeige pro Änderung der Masse dafür angeben, wie deutlich die Waage auf eine kleine Abweichung der Masse von der Masse bei Gleichgewicht anspricht.

### Fototechnik
In der Fototechnik wird die Empfindlichkeit meistens in Einheiten wie DIN, ASA, ISO angegeben; siehe Filmempfindlichkeit.